# Nils Gabriel Sefström

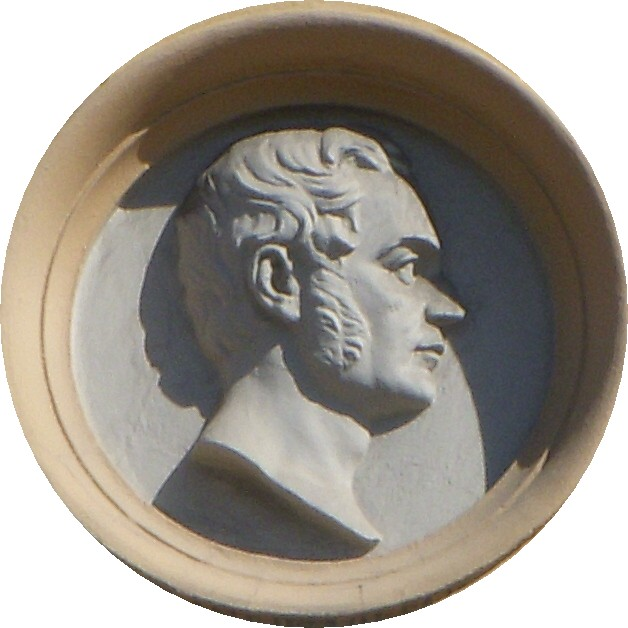
Médaillon de Nils Gabriel Sefström, au Gamla Jernkontorets à Stockholm.

Nils Gabriel Sefström (né le 2 juin 1787, à Ilsbo (Hälsingland), et mort le 30 novembre 1845, à Stockholm), est un chimiste et minéralogiste suédois. Il découvrit en 1830 l'élément chimique vanadium dans le minerai de fer de Taberg.

## Biographie
Sefström fut étudiant de Jöns Jacob Berzelius. De 1820 à 1839, il enseigna à l'école des mines de Falun. Puis, il travailla comme directeur de laboratoire au collège royal des mines de Stockholm. Il participa à la découverte du vanadium.

## Publications
- « Sur le vanadium, métal nouveau trouvé dans du fer en barres de Eckersholm, forge qui tire sa mine de Taberg, dans le Smaland », dans Annales de chimie et de physique, t. 46, 1831, p. 105